# 衡阳地委早期建筑群
衡阳地委早期建筑群，始建于1958年，为衡阳市文物保护单位。

## 概况
这批早期建筑群始建于1958年。
1979年3月，衡阳地区行政公署成立。
1983年5月，衡阳地区地、市合并。8月，地委相关工作机构相继消失。
2015年12月，衡阳地委早期建筑群被公布为衡阳市文物保护单位。

## 图片
- 办公楼全景
- 文物保护单位标示